# La nit dels morts vivents
La nit dels morts vivents (títol original en anglès: Night of the Living Dead) és una pel·lícula estatunidenca de 1968 dirigida per George A. Romero.
Es troba en el domini públic per negligències a l'hora de registrar el film, fet que va provocar des del principi pèrdues als seus creadors, cosa suposà la creació de remakes i seqüeles, sovint inconnexes, per treure'n un benefici. El guió serà reprès moltes vegades; la versió més coneguda és la de Tom Savini, amb el mateix títol que la pel·lícula de Romero, estrenada el 1990. La seva continuació és El despertar dels zombis. L'última entrega de la saga, i últim film de Romero, és Survival of the Dead, estrenada el 2009.
Ha estat doblada al català.

## Argument
Un cementiri de Pennsilvània. Barbara i el seu germà Johnny han fet un llarg camí per venir a meditar-se sobre la tomba del seu pare, enterrat a la seva ciutat natal. Aquest ritu anual irrita Johnny, que es burla de Barbara, i li recorda com li feia por quan era nena. Intenta de nou espantar-lo, afirmant-li que les morts vindran a buscar-la. Barbara, nerviosa, s'aïlla, i és atacada per una persona de pas mecànic i cara destrossada. El seu germà la defensa, però mor en la lluita, el cap estavellat contra una làpida. Barbara fuig, i es refugia en una casa aïllada. Un camioner afroamericà, Ben, la troba, i bloqueja portes i finestres amb taules de fusta mentre nombrosos morts, tornats a la vida, es dirigeixen cap a la casa. Barbara es desmaia, i es quedarà en situació de xoc quan desperti.

## Repartiment
- Duane Jones: Ben
- Judith O'Dea: Barbara
- Karl Hardman: Harry Cooper
- Marilyn Eastman: Helen Cooper
- Keith Wayne: Tom
- Judith Ridley: Judy
- Kyra Schon: Karen Cooper

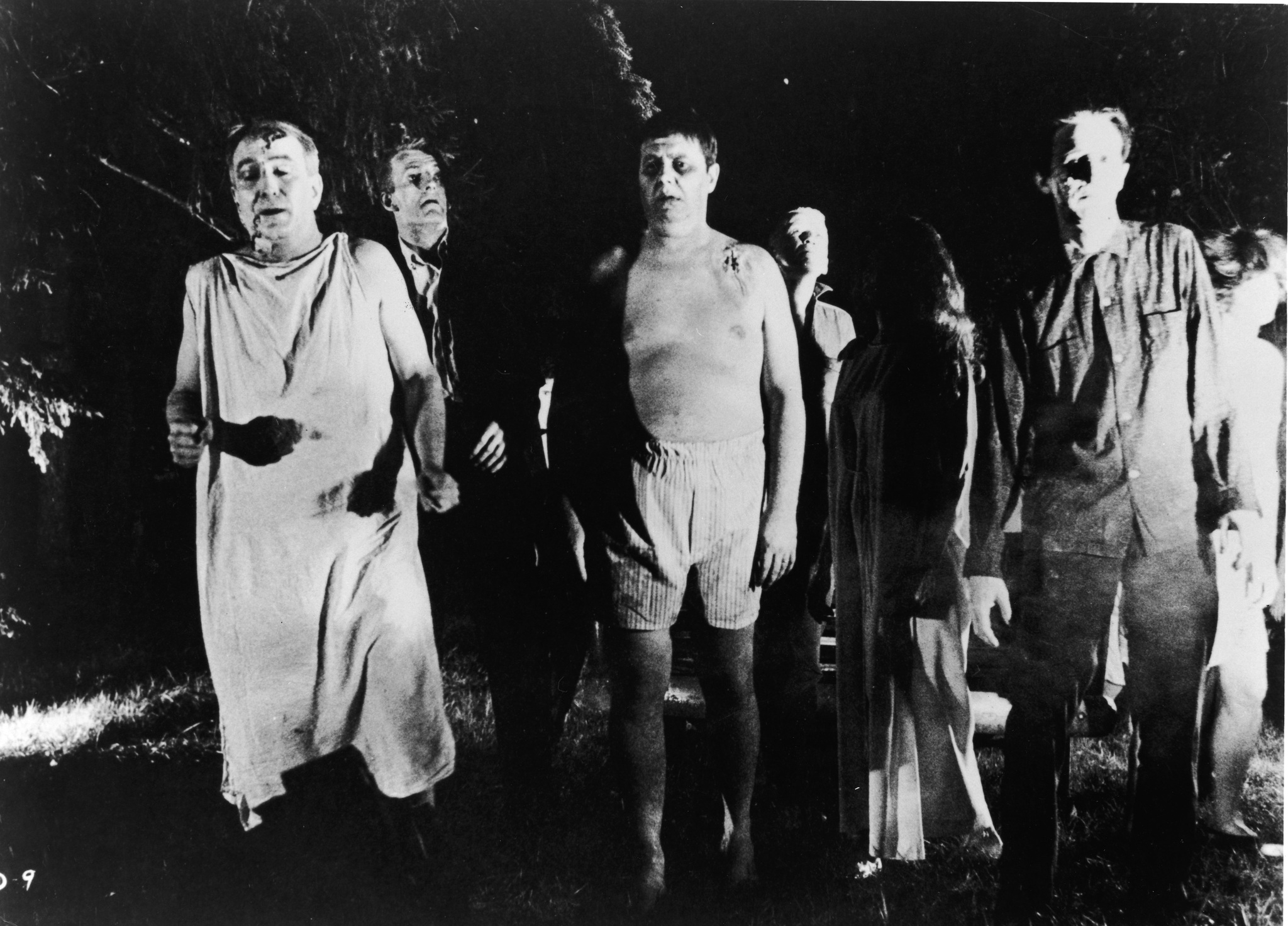
Els morts vivents

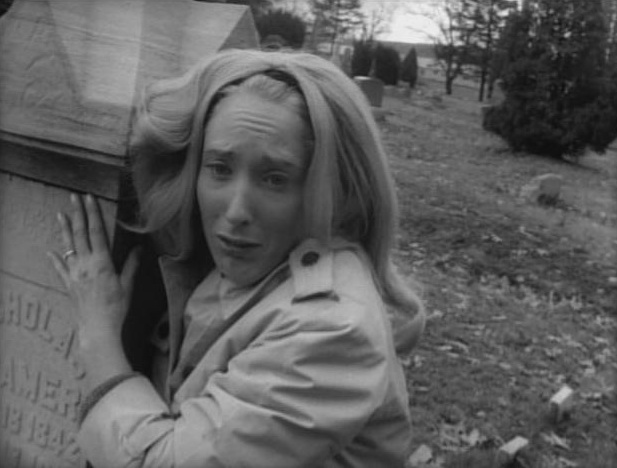
El personatge de Judith O'Dea al cementiri

- Charles Craig: Newscaster/Mort vivent
- Bill Hinzman: Mort vivent al cementiri
- Russel Streiner: Johnny
- Bill Cardille: Chilly Billy Cardilly

La noieta zombie que devora una víctima

- George Kosana: Xèrif McClelland

## Elaboració i fonts
El 1961, després dels seus estudis a la universitat, George A. Romero funda amb una desena d'amics una productora,  The Latent Image especialitzada en pel·lícules televisades. L'objectiu del petit grup, que treballa per a Pittsburgh, és de reunir bastants diners, experiència i material per llançar-se a la producció d'un llargmetratge, cosa possible al cap d'alguns anys. La recerca de finançament és complicada al principi, el projecte no interessa ningú. El petit grup decideix llavors invertir els seus propis diners, contra una regla de seguretat observada pel conjunt de la professió.
El petit grup funda una societat de producció, Image Ten. Cadascun dels deu accionistes posa 600 dòlars i es compromet a apadrinar una altra persona perquè porti el mateix import. La venda a benefici de les accions augmenta el capital. La suma permetrà el llançament del rodatge. La resta del pressupost serà finalment obtinguda de financers, amb la presentació dels primers rushes. El pressupost total de la pel·lícula és de 114.000 dòlars.

Romero explicarà que el 1968, el paisatge de les grans produccions havia evolucionat. Segons ell, la indústria de l'espectacle començava a pegar de l'ala a causa de la competència de la televisió. Per fer-hi front, els explotadors de cinema s'haurien girat cap a la violència, el cinema de terror i el sexe. 
| « | En aquest context, el cineasta independent s'havia de transformar en inversor i es trobava de vegades obligat a comprometre el seu art. Però almenys, podia treballar. | » |

La tria d'una pel·lícula de terror és una estratègia comercial decidida per dels nous que no tenen cap experiència en matèria de distribució: 
| « | No estavem […] segurs que un distribuïdor nacional s'hi interessés. Però ens deiem que, en el pitjor dels casos, sempre podríem tornar a les nostres fons projectant-les en els drive-in de la regió. Aquesta és la relativa viabilitat comercial del gènere | » |

 i el gust creixent del públic per a l'estrany i l'inèdit que empenyen l'equip a escollir aquest tema, bé que un gust particular pel terror - fins i tot si aquest és innegable en el que concerneix Romero.
George A. Romero havia escrit una novel·la que descriu com una mena d'Al·legoria inspirada per Sóc una llegenda de Richard Matheson, posant en escena una massa informe sortida d'entre les morts i empesa per una necessitat irreprimible d'alimentar-se de la carn i de la sang dels vius. La novel·la de Richard Matheson, Sóc una llegenda primera font d'inspiració de Romero, havia estat objecte d'una adaptació cinematogràfica el 1964, en una pel·lícula estatunidenco-italiana codirigida per Sidney Salkow i Ubaldo Ragona, amb Vincent Price. Una altra adaptació, El Supervivent, dirigida per Boris Sagal, sortirà el 1971, amb Charlton Heston. Els vampirs d'aquestes adaptacions tenen la lentitud dels zombis de Romero, però són molt més vulnerables.
John Russo assegurarà el guió del relat quan Romero prepara el rodatge.